# Hippeastrum caiaponicum
Hippeastrum caiaponicum är en amaryllisväxtart som först beskrevs av Pierfelice Ravenna, och fick sitt nu gällande namn av Dutilh. Hippeastrum caiaponicum ingår i släktet amaryllisar, och familjen amaryllisväxter. Inga underarter finns listade i Catalogue of Life.